# Kłączno
Kłączno is een plaats in het Poolse district  Bytowski, woiwodschap Pommeren. De plaats maakt deel uit van de gemeente Studzienice en telt 141 inwoners.